# Stamnodes deceptiva
Stamnodes deceptiva är en fjärilsart som beskrevs av Barnes och Mcdunnough 1918. Stamnodes deceptiva ingår i släktet Stamnodes och familjen mätare. Inga underarter finns listade i Catalogue of Life.